# Glasgrodd
Glasgrodd (Oikopleura dioica) är en ryggsträngsdjursart som beskrevs av Hermann Fol 1872. Glasgrodd ingår i släktet Oikopleura och familjen lysgroddar. Arten är reproducerande i Sverige. Inga underarter finns listade i Catalogue of Life.

## Bildgalleri

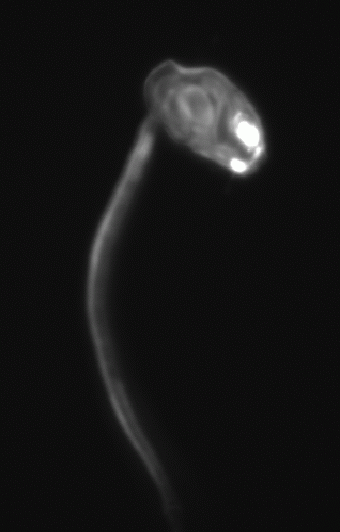
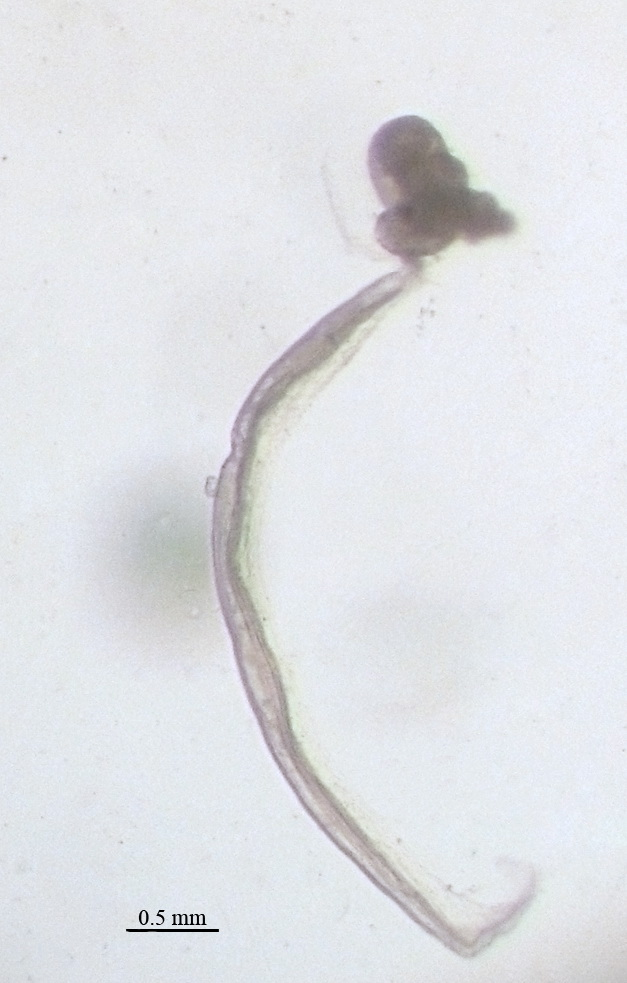